# Zords in Mighty Morphin Power Rangers
De Zords gebruikt in de Power Rangersserie Mighty Morphin Power Rangers waren gebaseerd op prehistorische, mythologische en moderne dieren. Al deze zords waren gemaakt door Ninjor die ook de Rangers’ krachtmunten en de Battle Borgs van de Aquitian Rangers maakte. Dit gegeven werd echter pas onthuld in seizoen 3.

## Seizoen 1

### Dinozords
De eerste set Zords van de Rangers, en daarmee de eerste set Zords ooit. Elk van de originele vijf Rangers had zijn eigen zord, die de vorm had van een dinosaurus of ander uitgestorven dier. In de originele pilotaflevering werden ze echter Droids genoemd.
- Jason, de Rode Ranger bezat de Tyrannosaurus Dinozord. Van de vijf individuele Dinozords was de Tyrannosaurus het best in staat om ook individueel te vechten vanwege zijn vorm en omvang. De zord kon zijn staart als wapen gebruiken en had een set kanonnen in zijn bek.
- Zack, de Zwarte Ranger, bestuurde de Mastodont Dinozord. Deze zord kon stralen van ijsgas afvuren om zijn tegenstanders te bevriezen.
- Billy, de Blauwe Ranger, bestuurde de Triceratops Dinozord. Deze zord had geen benen maar rupsbanden, en een vuurwapen aan het eind van zijn staart. Verder kon hij zijn horens lanceren aan kettingen.
- Trini, de Gele Ranger, bestuurde de Saber-Toothed Tiger Dinozord. De zord was grotendeels gelijk aan de Triceratops Zord, behalve dat deze wel benen had. De zord had tevens een kanon in zijn staart.
- Kimberly, de Roze Ranger, bestuurde de Pterodactyl Dinozord. Dit was de enige zord die kon vliegen, maar hij was niet in staat alleen te vechten. De zord kon blauwe energiestralen afvuren.

In het begin van de serie werden deze zords gewoon “Zords” genoemd. De term Dinozord is pas later geïntroduceerd om onderscheid te maken tussen deze zords en de latere zords. Ook interessant is dat ondanks de naam Dinozords, slechts drie van de vijf zords daadwerkelijk dinosauriërs waren.

### Megazord Tank Mode
De zords kunnen combineren tot de Megazord Tank Mode.

### Megazord Battle Mode
De bekendste combinatie van de vijf zords is de Megazord Battle Mode. Tyrannosaurus vormt het lichaam, hoofd, middel en bovenste benen, Mastodont de rug, armen en schild, Saber-toothed Tiger en Triceratops de benen en Pterdactyl de torsoplaat. Deze megazord werd ook wel de "Dino Megazord" genoemd.
De Dino Megazord werd door alle vijf Rangers bestuurd vanuit het hoofd, en kon wisselen tussen tank mode en battle mode. Het voornaamste wapen van de megazord was een zwaard genaamd Power Sword. Tevens kon het hoofd van de Mastodont Dinozord worden gebruikt als schild. Een extra wapen was een energiestraal genaamd de Cranial Laser.
De Megazord werkte blijkbaar op zonne-energie aangezien tijdens een zonsverduistering de Megazord enorm werd verzwakt en makkelijk kon worden verslagen. Het feit dat de Megazord nooit ‘s nachts werd gebruikt bevestigde dit. Maar in de aflevering "Birds of a feather" vochten de individuele Dinozords 's nachts, dit lukte probleemloos.

### Dragonzord
Toen een zesde Ranger opdook, Tommy de Groene Ranger, had hij zijn eigen zord genaamd de Dragonzord. De Dragonzord leek nog wel het meest op een gepantserde Godzilla en dook als hij werd opgeroepen altijd op uit de zee op een manier die aan Godzilla deed denken.
Hoewel de Dragonzord een interne cockpit had bestuurde Tommy hem grotendeels op afstand door zijn Drakendolk te gebruiken als fluit. Toen Tommy zijn krachten verloor, gaf hij de dolk aan Jason die daardoor de Dragonzord kon blijven gebruiken.
Dragonzord’s voornaamste wapens waren raketten die hij afschoot uit zijn vingertoppen. Tevens bevatte zijn staart een boor-wapen.
De Dragonzord was in tegenstelling tot de Dino Megazord ook geschikt voor gevechten onder water.
Toen de oude Dino Zords werden veranderd in Thunder Zords bleef Tommy de Dragonzord gebruiken, totdat hij zijn krachten als Groene Ranger definitief verloor. De Dragonzord werd later nog eenmaal gebruikt door een kloon van Tommy die de Groene Ranger krachten bezat. De Dragonzord werd voor zover bekend nooit vernietigd, maar zonder de Groene Ranger is hij machteloos en vermoedelijk onbruikbaar. Vermoed wordt dat hij nog altijd op de bodem van de zee ligt.

#### Dragonzord Battle Mode
De Dragonzord kon combineren met de Mastodont, Triceratops, en Saber-Toothed Tiger Dinozords om de Dragonzord in Battle Mode te vormen. In deze vorm had Dragonzord een meer mensachtige vorm en was gewapend met een staf. In eerdere afleveringen werd deze combinatie ook wel "MegaDragonzord" of "Dragonzord in Fighting Mode" genoemd. De Dragonzord Battle Mode was sterker dan de Dino Megazord, maar ook trager.
Hoewel deze formatie geliefd was bij fans, verscheen hij veel minder vaak dan zijn tegenhanger uit Zyuranger.

#### MegaDragonzord
De Dragonzord kon ook geheel combineren met de Dino Megazord om zo de MegaDragonzord te vormen. In deze vorm veranderd de Dragonzord in pantser dat aan de bovenkant van de Megazord wordt bevestigd. Deze combinatie gaf de megazord enorme schouderkanonnen als wapens.

### Titanus
Toen Tommy en Jason eropuit werden gestuurd om een speciaal wapen te vinden kwamen ze Titanus, een wit-zwarte Brachiosaurus tegen. Ze wisten hem te temmen en voortaan als extra wapen te gebruiken.
Titanus werd het verdere eerste seizoen gebruikt om te combineren met de Dinozords. In seizoen twee werd hij vervangen door Tor, maar in seizoen 3 was hij weer van de partij.
Titanus werd vanaf het begin van Power Rangers: Zeo niet meer gebruikt, maar wat er precies met hem gebeurd is, weet niemand.

#### Ultrazord
De Ultrazord was de sterkste combinatie uit seizoen 1. Bij deze combinatie reed de MegaDragonzord op Titanus’ rug. Deze combinatie werd ook wel "Dino Ultrazord", en werd alleen ingezet tegen de sterkste vijanden.

## Seizoen 2

### Thunderzords
De Thunderzords werden gebruikt gedurende het tweede seizoen van Mighty Morphin Power Rangers. De keuze van Saban Entertainment om de originele zords te vervangen door de mecha uit Gosei Sentai Dairanger (waar het tweede seizoen op was gebaseerd) was een belangrijke beslissing omdat het de weg vrijmaakte voor meer van dit soort “zordwisselingen” in latere seizoenen.
De Thunderzords werden gemaakt uit de Dino Zords. Het gehele tweede seizoen was te zien hoe de Dinozords wanneer ze werden opgeroepen in Thunderzords veranderden.
De Thunderzords waren:
- Red Dragon Thunderzord, bestuurd door de Rode Ranger (eerst Jason en later Rocky DeSantos). Deze zord had de vorm van een Chinese draak en kon vliegen. De zord kon tevens veranderen in een mensachtige vorm die een staf als wapen had en alleen kon vechten.

- Lion Thunderzord, bestuurd door de Zwarte Ranger (eerst Zack, later Adam Park). Deze zord was in DaiRanger echter de mecha van een groene ranger en derhalve meer groen dan zwart. Deze zord had geen aanvalsfuncties en was in zijn eentje dus machteloos.

- Unicorn Thunderzord, bestuurd door de Blauwe Ranger, Billy Cranston. Deze zord kon stenen lanceren naar zijn vijanden. De zord is gelijk in ontwerp aan de Griffin Thunderzord. In DaiRanger was deze Zord een Chinese versie van Pegasus.

- Griffin Thunderzord, bestuurd door de Gele Ranger (eerst Trini, daarna Aisha Campbell). Deze zord kon brandende ringen afschieten op monsters. Het ontwerp van de zord is vrijwel gelijk aan de Unicorn Thunderzord.

- Firebird Thunderzord, bestuurd door de Roze Ranger, Kimberly Hart. De Zord ziet eruit als een enorme Fenix en kan energietornado’s opwekken.

De Thunderzords werden uiteindelijk vernietigd aan het begin van seizoen 3 door Rito Revolto.

#### Thunder Megazord
De Thunderzords konden combineren tot het Thunderzord Assault Team, waarin de Red Dragon in zijn gevechtsmode op de andere vier zords reed.
De meest gebruikte combinatie was de Thunder Megazord. De Red Dragon in zijn gevechtsvorm vormde het merendeel van deze zord, en droeg de andere zords als lichaamspantser. De leeuw vormde de handschoenen, armen, schouderplaten, borstplaat en helm. De Griffin en Unicorn de laarzen. De Firebird vormde beenpantser.
De Thunder Megazord’s wapen was de Thunder Saber, een sable die in een schede aan zijn riem hing. Daarnaast kon de megazord ook een speerwapen oproepen.
Deze combinatie werd ook wel de "Mega Thunderzord" genoemd.

### White Tigerzord
Toen Tommy's Groene Ranger krachten definitief verdwenen maakte Zordon nieuwe Witte Ranger krachten voor hem. Hij kreeg ook een nieuwe zord, de White Tigerzord. Deze zord in de vorm van een tijger werd bestuurd via Tommy’s zwaard, Saba. De Tigerzord kon veranderen in een meer mensachtige vorm voor gevechten. In deze vorm vocht hij met een zwaard en kon brandende bollen afschieten uit zijn torso. De Tigerzord werd samen met de Thunderzords vernietigd door Rito Revolto.

#### Mega Tigerzord
De Tigerzord kon combineren met Firebird, Griffin, Lion en Unicorn om de Mega Tigerzord te vormen. Deze combinatie was min of meer gelijk aan zijn voorganger, de Dragonzord Battle Mode. De Mega Tigerzord had een klauw aan zijn rechterhand gevormd door de Firebird, en kon deze geladen met energie afvuren om een vijand uit te schakelen.

### Tor de Shuttlezord
Toen de Rangers het “Zwaard van het Licht” moesten bemachtigen maakte Zordon deze schildpadvormige Zord om hen te helpen. Tor kan enorme aanvallen weerstaan, zelfs die van Serpentera. In Warrior Mode beschikt Tor over krachtige vuurwapens. Voor zover bekend werd Tor als enige Thunderzord niet vernietigd door Rito Revolto, maar wat er na seizoen 2 met hem is gebeurd is niet bekend.

#### Thunder Ultrazord
De zes Thunderzords konden combinerene met Tor tot de krachtige Thunder Ultrazord. Te White Tigerzord kon plaatsnemen in Tor’s schild, en de andere zords reden in Assault team formatie bovenop Tor. Om vijanden uit te schakelen verpletterde de ultrazord ze gewoon met zijn enorme gewicht.

## Season 3

### Ninjazords
Toen de Thunderzords werden vernietigd door Rito Revolto in het derde seizoen van Mighty Morphin Power Rangers, kregen de Rangers nieuwe zords van de ninjameester Ninjor. In tegenstelling tot de meeste Thunderzords waren de ninjazords ook buiten hun megazordformatie erg sterk en goed in staat te vechten. De zords waren gebaseerd op de mecha uit Ninja Sentai Kakuranger.
Nog voordat ze in de serie werden gebruikt doken de Ninja Zords al op in de film Mighty Morphin Power Rangers: The Movie. In deze film werden ze echter neergezet middels compturanimatie en verschilden in een aantal details van de zords uit de serie. Deze film had echter niets te maken met de serie.
De Ninja Zords werden sinds de miniserie Mighty Morphin Alien Rangers niet meer gebruikt, maar hun uiteindelijke lot is onbekend. De meesten denken dat de zords verloren zijn geraakt in de tijd door de tijdmanipulatie van Master Vile. Een andere theorie is dat Ninjor ze mee terug had genomen naar zijn tempel omdat de Rangers nieuwe Zeo Krachten en Zeozords hadden gekregen en de Ninja Zords dus overbodig waren.
- Rocky, de Rode Ninja Ranger, bestuurde de Ape Ninjazord. Deze zord was gelijk aan de Red Dragon Thunderzord in Warrior Mode. De zord is gewapend met twee ninja-stokken.

- Adam, de Zwarte Ninja Ranger, bestuurde de Frog Ninjazord. Deze zord kan vuur spuwen en kleinere kikkers loslaten die stroomstoten afgeven.

- Billy, de Blauwe Ninja Ranger, bestuurde de Wolf Ninjazord. De zord kan zijn staart als zwaard gebruiken en ooglasers afschieten.

- Aisha, de Gele Ninja Ranger, bestuurde de Bear Ninjazord. Deze zord beschikt ook over ooglasers en kan een kleine aardbeving creëren.

- Kimberly, de Roze Ninja Ranger, bestuurde de Crane Ninjazord. Deze zord kan vliegen en lasers afvuren vanaf zijn vleugels.

#### Ninja Megazord
De Ninja Megazord is een combinatie van de Ape, Frog, Bear, Wolf, en Crane Ninjazords. De frog vormde het onderlijf, de Bear de torso, de Ape en Wolf de armen en de Crane het hoofd. De Ninja Megazord is bijzonder snel en verslaat vijanden met zijn vuisten.
Deze megazord verscheen ook in de film Mighty Morphin Power Rangers: The Movie, maar de filmversie was duidelijk anders dan de tv-versie. Zo had de filmversie van de Ninja Megazord wel bruikbare handen in plaats van enkel vuisten, en gebruikte het zwaard van de Shogun Megazord als wapen.

### Shogunzords
Halverwege het derde seizoen van Mighty Morphin Power Rangers, nam Lord Zedd Ninjor gevangen en gebruike hem en Kimberly als gijzelaars om de Rangers te dwingen zijn nieuwe Shogunzords te besturen en met hen de Aarde te vernietigen. Toen Ninjor werd bevrijd konden de Rangers de Shogun zords voor zichzelf gebruiken. Oorspronkelijk stonden deze zords bekend als de "Lost Zords" of "Ancient Zords". De Shogunzords waren mensachtige robots, en daardoor ook in normale vorm bruikbaarder dan de ninja zords.
In de Super Sentai serie Ninja Sentai Kakuranger kwam geen Roze Ranger voor, en bestond het hoofdteam maar uit vijf rangers. De afleveringen waarin de Shogunzords centraal stonden werden dan ook gebruikt om Kimberly Hart uit de serie te schrijven en haar te vervangen door Katherine Hillard. De Witte Shogunzord werd bestuurd door zowel Katherine als Tommy.
Gedurende de miniserie Mighty Morphin Alien Rangers werden de Shogunzords gebruikt door de Aquitian Rangers. Net als de Ninjazords verdwenen de Shogunzords aan het eind van deze miniserie zonder duidelijke reden. Over hun huidige lot bestaan dezelfde theorieën als bij de Ninja Zords.

#### Shogun Megazord
De combinatie van de vijf Shogunzords. Daar waar de Ninja Megazord snel een wendbaar is moest de Shogun Megazord het vooral hebben van brute kracht. Deze megazord was zwaar bepantserd. Zijn voornaamste wapen was de Shogun Megazord Fire Saber, gemodelleerd naar een katana.

### Falconzord
De Falconzord was Tommy's persoonlijke Ninjazord die aan hem werd gegeven door Ninjor. De Falconzord kon krachtige stralen afschieten uit zijn snavel, en had kanonnen in zijn vleugels. De Falconzord werd tijdelijk gevangen door Lord Zedd, wat ook de andere ninjazords onbruikbaar maakte. De Falconzord verdween eveneens na Mighty Morphin Alien Rangers.

#### Ninja Megafalconzord
De Falconzord kon combineren met de Ninja Megazord en hem zo het vermogen geven om te vliegen. Deze combinatie kwam ook voor in de film, waar hij "Ninja Falcon Megazord" werd genoemd.

#### Ninja Ultrazord
De ninja Megafalconzord kon rijden op de rug van Titanus, de laatste Dinozord, om zo de Ninja Ultrazord te vormen. Deze combinatie was er voor de Amerikaanse serie bijbedacht en had geen Super Sentai tegenhanger. Het beeldmateriaal voor deze zordcombinatie werd grotendeels gefilmd met behulp van de speelgoedmodellen.

#### Shogun Megafalconzord
Hoewel de Falconzord duidelijk werd aangeduid als een Ninjazord, kon hij ook combineren met de Shogunzords om zo de Shogun Megafalconzord te vormen. Deze megazord beschikte over een serie kanonnen gevormd door de Falconzord’s vleugels.

#### Shogun Ultrazord
Net als de Ninja Megafalconzord kon de Shogun Megafalconzord plaatsnemen op Titanus om een ultrazord te vormen. Ook deze ultrazord werd gemaakt voor de Amerikaanse versie.

## Serpentera
Serpentera is de persoonlijke zord van Lord Zedd, en dook voor het eerst op in seizoen 2 van Mighty Morphin Power Rangers. Serpentera lijkt op een enorme draak en heeft genoeg kracht om een planeet te vernietigen. Daarmee is het een soort zord-Death Star. Tevens is Serpentera bijna twee keer zo groot als een normale megazord. Maar door zijn enorme omvang verbruikt hij dermate veel energie dat hij steeds maar korte periodes kan worden gebruikt.
Serpentera werd voor het eerst gebruikt door Zedd om de Rangers aan te vallen op de Woestijnplaneet waar ze naar het Zwaard van het Licht zochten. Zedd vernietigde deze planeet met Serpentera. Eenmaal terug op Aarde raakte Serpentera echter door zijn energie heen en moest de aanval opgeven. Hij werd later ook tweemaal gebruikt voor Rita en Zedd's huwelijksreis.
Serpentera werd aan het begin van Power Rangers: Zeo gebruikt door Rita en Zedd om te ontkomen aan het Machine Empire. Toen ze later terugkeerden werd Serpentera blijkbaar begraven op de maan en niet meer gebruikt. Er zijn geruchten dat er nog een Power Rangers: Zeo aflevering bestaat waarin Serpentera vecht met de Zeo Zords en Super Zeo Zords, en in dit gevecht dermate wordt beschadigd dat Zedd hem achterlaat.
Serpentera dook weer op in de Power Rangers: Wild Force aflevering Forever Red, waarin de laatste generaals van het Machine Empire hem willen gebruiken om de Aarde te vernietigen. De Zord werd echter vroegtijdig uitgeschakeld door de Rode Wild Force Ranger.
Serpentera was gebaseerd op de mecha Daijinryuu (Great God Dragon) uit Gosei Sentai Dairanger.